# Vieille-Église
Vieille-Église (niederländisch: Oudekerke) ist eine französische Gemeinde mit 1.496 Einwohnern (Stand: 1. Januar 2022) im Département Pas-de-Calais in der Region Hauts-de-France. Sie gehört zum Arrondissement Calais und zum Kanton Marck (bis 2015: Kanton Audruicq). Die Einwohner werden Vétiéglisois genannt.

## Geographie
Vieille-Église liegt etwa 15 Kilometer ostsüdöstlich von Calais. Umgeben wird Vieille-Église von den Nachbargemeinden Oye-Plage im Norden, Saint-Omer-Capelle im Osten, Audruicq im Süden sowie Nouvelle-Église im Westen.
Durch die Gemeinde führt die Autoroute A16. 

## Demographie
| Bevölkerungsentwicklung   | Bevölkerungsentwicklung | Bevölkerungsentwicklung | Bevölkerungsentwicklung | Bevölkerungsentwicklung | Bevölkerungsentwicklung | Bevölkerungsentwicklung | Bevölkerungsentwicklung | Bevölkerungsentwicklung |
| ------------------------- | ----------------------- | ----------------------- | ----------------------- | ----------------------- | ----------------------- | ----------------------- | ----------------------- | ----------------------- |
| Jahr                      | 1962                    | 1968                    | 1975                    | 1982                    | 1990                    | 1999                    | 2006                    | 2013                    |
| Einwohner                 | 978                     | 940                     | 980                     | 1003                    | 968                     | 1139                    | 1216                    | 1409                    |
| Quelle: Cassini und INSEE |                         |                         |                         |                         |                         |                         |                         |                         |

## Sehenswürdigkeiten

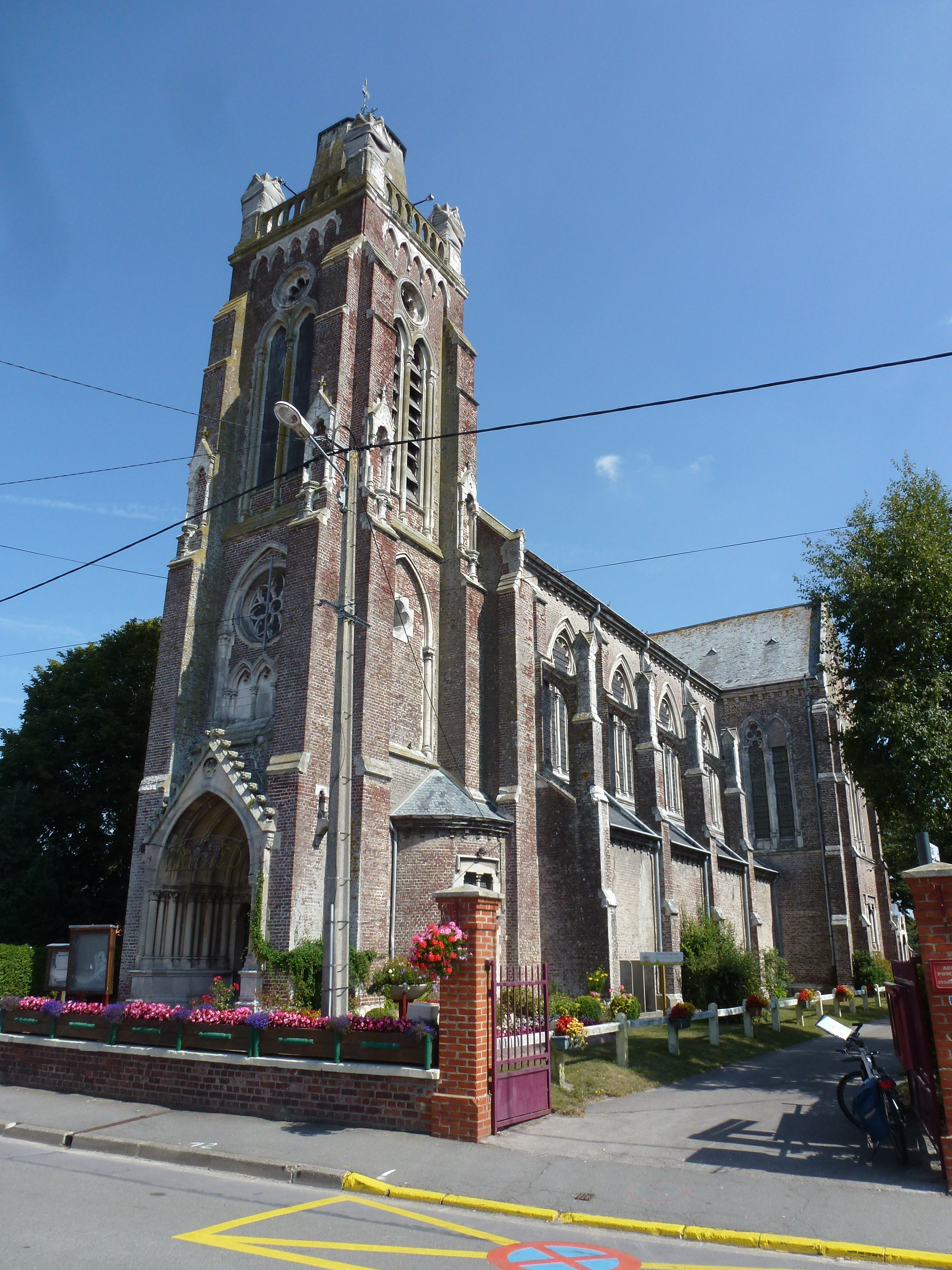
Kirche Saint-Omer

- Kirche Saint-Omer von 1887